# يان نورمان
يان نورمان (بالإنجليزية: Ian Norman)‏ هو مسير أعمال أسترالي، ولد في 1939، وتوفي في 29 مايو 2014.